# Opus albarium

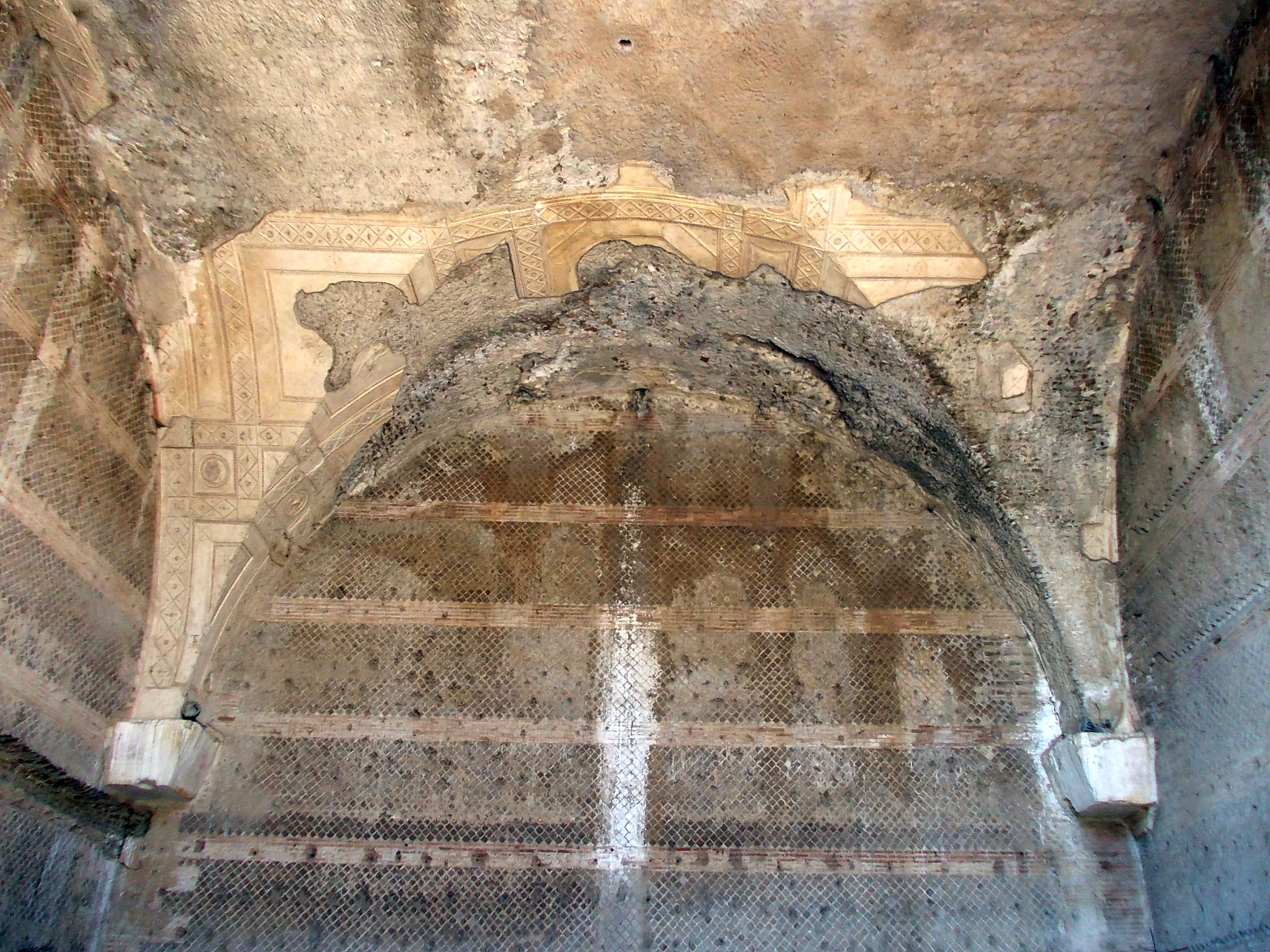
Resten opus albarium in Villa Adriana, Tivoli.

Opus albarium, ook wel opus tectorium genoemd, is Romeins pleisterwerk waarmee de binnenmuren en plafonds van huizen afgewerkt werden.

## Beschrijving
Opus albarium is vergelijkbaar met modern stucco. Het bestond uit zuivere kalk, gepolijst om het zo wit mogelijk te krijgen. Het was vaak een eindlaag, waarbij het niet de bedoeling was dat de wand daarna nog geverfd zou worden. Bij fresco's en ander schilderwerk werd meestal opus marmoratum gebruikt, omdat deze stuclaag harder en gladder was. De termen opus albarium en opus marmoratum werden overigens vaak door elkaar gebruikt.

## Productie
De Romeinen verbrandden schelpen in kalkovens om kalk te verkrijgen. De gebluste kalk werd lange tijd in water geweekt om volledig uit te gloeien, waarna deze met een dissel werd doorgeslagen. Als de kalk aan het ijzer bleef hangen was deze goed bereid.